# Universidad Catalana de Verano
La Universidad Catalana de Verano (UCE) (en catalán: Universitat Catalana d'Estiu) es una universidad de verano en lengua catalana que tiene lugar anualmente en la localidad francesa de Prades.
Surge en el verano de 1968 a partir de las jornadas que ese año organizaron en Prades, conjuntamente, el Grup Cultural de la Joventut Catalana y el Grup Rossellonès d’Estudis Catalans (GREC), justo después de los sucesos de mayo de 1968. A partir de esta experiencia, del interés en el Rosellón por promover y difundir la lengua y la cultura catalanas y, al mismo tiempo, de la necesidad de los catalanes de encontrar un espacio de libertad en un momento en que el franquismo seguía vivo, se decide continuar con la universidad de forma anual.
Desde 1992, otorga el Premio Canigó:
- 1992 - Eliseu Climent, escritor
- 1997 - Antoni Deig, obispo de Solsona y de Menorca.
- 2002 - Revista Serra d'Or
- 2003 - Catalunya Ràdio
- 2004 - Lluís Maria Xirinacs, escritor y político
- 2005 - Obra Cultural de l'Alguer
- 2006 -
- 2007 -
- 2008 - Joaquim Maria Puyal, periodista.

## Rectores
- 1985-1987: Max Cahner i Garcia
- 1988-1991: Enric Casassas i Simó
- 1992-1994: Max Cahner i Garcia
- 1995: Joaquim Arenas i Sampera
- 1996-2001: Miquel Porter i Moix
- 2002-2008: Joandomènec Ros i Aragonès
- 2008-2009: Jaume Sobrequés
- 2010-2013: Jordi Sales i Coderch
- 2014: Salvador Alegret i Sanromà
- 2015: Joandomènec Ros i Aragonès
- 2016 - hoy: Jordi Casassas i Ymbert